# Международный день франкофонии
Международный день франкофонии (фр. Journée internationale de la Francophonie) — день празднования основания международной организации сотрудничества франкоязычных стран мира «Франкофония». Отмечается странами — членами организации 20 марта. Этот день посвящён 220 миллионам франкоговорящих, из которых для 75 миллионов французский язык является родным.
20 марта 1970 года в Ниамее было подписано соглашение о создании первой межгосударственной организации франкоговорящих стран — Агентства по культурному и техническому сотрудничеству (АКТС). Её цель — объединение всех поклонников французского языка, содействие его распространению и популяризации французской культуры, а также культуры франкоязычных стран. А в 1998 году, с основанием организации франкоязычных стран — Межправительственного агентства франкофонии, этот день был провозглашён праздником, как способ для 84 государств-членов организации «Франкофония» отметить объединяющий их культурный фактор — французский язык.